# سحنة

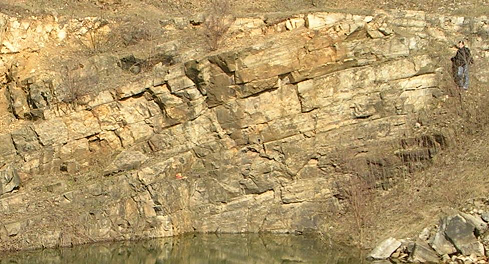
سحنة صخرية.

السحنة هي تعبير عن الملامح العامة (الخواص) العامة للصخر، وذلك من الناحيتين الناحية الصخرية والحيوية، والتي تعكس الظروف البيئية التي أثرت عليه أثناء تكوينه.

## الأقسام
- السحنة الصخرية: وهي التي تعبر عن الصفات الصخرية للصخر مثل اللون والتركيب المعدني وحجم الفتات.
- السحنة الحيوية: وهي التي تعبر عن المحتوى الأحفوري للصخر.